# Pietrozawodsk
Pietrozawodsk, Petrozawodzk (ros. Петрозаводск, karel. Petroskoi lub Zavod, fiń. Petroskoi, w latach wojny kontynuacyjnej 1941–1944 – Äänislinna, jeszcze w XVI w. znane jak Onegaborg) – miasto w europejskiej części Federacji Rosyjskiej, stolica Republiki Karelii. Port nad jeziorem Onega. Ludność: 281,0 tys. mieszkańców (2020).

## Historia
Założone w roku 1703 jako słoboda o nazwie Pietrowskij Zawod (Петровский завод) przy hucie żelaza i fabryce broni założonej przez cara Piotra I. W 1777 otrzymało prawa miejskie i od tego samego roku nosi też obecną nazwę. Od 1784 było stolicą namiestnictwa, od 1801 – guberni ołonieckiej. Miejsce zesłań więźniów politycznych. W 1862 został połączony z Petersburgiem regularnymi rejsami statków, a w 1916 linią kolejową do Murmańska. Od 1920 stolica komuny karelskiej, od 1923 Karelskiej ASRR; w latach 1940–1956 stolica Karelo-Fińskiej SRR; rejon łagrów. W latach 1941–1944 miasto było zajęte przez wojska fińskie.

## Przemysł
Rozwinął się tutaj przemysł środków transportu, maszynowy, drzewny, materiałów budowlanych, spożywczy i lekki. Od 1940 działa tutaj uniwersytet, oprócz niego istnieje tutaj kilka szkół wyższych oraz filia Rosyjskiej Akademii Nauk.

## Transport
W mieście znajdują się sieć trolejbusowa, stacja kolejowa oraz port lotniczy. Na lotnisku 20 czerwca 2011 samolot Tupolew Tu-134 linii RusAir, lecący z Moskwy rozbił się podczas podchodzenia do lądowania. W wyniku katastrofy śmierć poniosły 44 osoby, a osiem w stanie krytycznym trafiło do szpitala.

## Sport
- Dinamo Pietrozawodsk – klub piłkarski
- Karielija Pietrozawodsk – klub piłkarski

## Urodzeni w Pietrozawodsku
- Grzegorz (Czukow) – rosyjski biskup prawosławny
- Maria Pilecka – polska nauczycielka i bibliotekarka

## Miasta partnerskie
- Brześć (Białoruś)
- Duluth (USA)
- Joensuu (Finlandia)
- La Rochelle (Francja)
- Neustrelitz (Niemcy)
- Neubrandenburg (Niemcy)
- Rana (Norwegia)
- Tybinga (Niemcy)
- Umeå (Szwecja)
- Varkaus (Finlandia)